# Charles Fleetwood

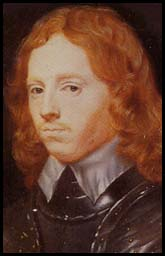
Charles Fleetwood (1618–1692)

Charles Fleetwood (* um 1618 in Northampton; † 4. Oktober 1692 in London) war ein englischer Soldat und Politiker. Von 1652 bis 1655 war er Lord Deputy of Ireland, wo er die Siedlungspolitik von Oliver Cromwell umsetzte.

## Leben
Er war der dritte Sohn von Sir Miles Fleetwood of Aldwinkle in Northamptonshire und von Anne, Tochter des Nicholos Luke of Woodend in Bedfordshire. Charles Fleetwood kam um 1618 in Northampton zur Welt.

### Der Englische Bürgerkrieg
1652 heiratete er Bridget, die Tochter von Oliver Cromwell und Witwe von Henry Ireton, und wurde Oberbefehlshaber der parlamentarischen Streitkräfte in Irland. Im ersten Jahr seiner Herrschaft beseitigte er den letzten irischen Guerillawiderstand gegen die Eroberung Irlands durch Cromwell. Fleetwood verhandelte mit den verbliebenen Guerillabanden, die als „Tories“ bekannt waren, und bot an entweder aufzugeben oder das Land zu verlassen, um einen Militärdienst in einem Land zu leisten, das nicht mit dem Commonwealth of England im Krieg war. Die letzten organisierten irischen Streitkräfte gaben 1653 auf.
Das Hauptanliegen seiner zivilen Verwaltung, die von September 1652 bis September 1655 dauerte, war die Umsetzung des Act of Settlement von 1652, welche die Ansiedlung von Soldaten der New Model Army auf den beschlagnahmten Landgütern der katholischen Landbesitzer, die wiederum in einer Art Reservat zwangsumgesiedelt wurden. Fleetwood setzte diese Politik unbarmherzig durch. Er zeigte auch alle Härte in der Verfolgung der römisch-katholischen Priester und bevorzugte Täufer und extreme puritanische Sekten zum Nachteil der gemäßigten Presbyterianer, das eine große und allgemeine Unzufriedenheit hervorrief und eine Beschwerdeschrift schließlich abgeschickt wurde, damit man ihn abberiefe.

### Laufbahn während des Protektorats
Fleetwood war ein strenger und unerschütterlicher Gefolgsmann der Politik von Cromwell. Er unterstützte Cromwell in seinen Bemühungen Lordprotektor zu werden und die Auflösungen der Parlamente. Im Dezember 1654 wurde er Mitglied im Staatsrat und wurde nach seiner Rückkehr nach England 1655 zu einem der Verwaltungsgeneralmajore. Er wurde von Petition and Advice überprüft, weigerte sich jedoch Cromwell den Titel eines Königs zu verleihen, wurde Mitglied im neuen House of Lords und unterstützte leidenschaftlich Cromwells Außenpolitik in Europa, die auf nach Religionen aufgeteilte Bereiche beruhte und überall verfolgte Protestanten verteidigte. Nach dem Tode von Oliver Cromwell wurde er schon als Nachfolger gesehen. Es ist überliefert, dass Cromwell ihn tatsächlich nominierte. Er unterstützte dagegen die Bemühungen von Richard Cromwell, sich an die Macht zu setzen, griff aber nicht ein, als die Armee ihre Unabhängigkeit forderte und zwang Richard, das dritte Parlament im Protektorat aufzulösen.
Sein Vorhaben, Richards Position in enger Abstimmung mit der Armee wiederherzustellen scheiterte, und er war gezwungen, am 6. Mai 1659 das Rumpfparlament wieder einzuberufen. Er wurde umgehend als Mitglied des Sicherheitsausschusses und des Staatsrates und als einer von sieben Kommissionären für die Armee ernannt, zu deren Oberbefehlshaber er am 9. Juni 1659 nominiert wurde. Seine Macht wurde aber vom Parlament untergraben und angegriffen, sein Amt im Oktober jedoch für gültig erklärt. Am nächsten Tag unterstützte er die Auflösung des Rumpfparlaments durch John Lambert und wurde erneut zum Oberbefehlshaber der Armee ernannt.

### Zusammenbruch des Protektorats und Restauration der Monarchie

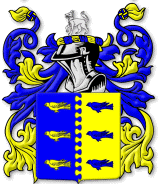
Wappen der Fleetwoods

Verschiedene parlamentarische Generäle, die von George Monck angeführt wurden, entschieden, dass der einzige Ausweg das Land wieder zu stabilisieren darin bestand die Monarchie wiederherzustellen. In dieser Absicht führte Monk Truppen, die in Schottland stationiert waren, auf ihrem Marsch nach London an. Trotz des Herannahens von George Monk aus dem Norden blieb Fleetwood in London und behielt den Oberbefehl. Unsicher mit welcher Partei er sich verbünden sollte und in Verhandlung mit dem König Karl II., stellte Monks Armee das Rumpfparlament am 24. Dezember wieder her, das Fleetwood seinen Oberbefehl über die Armee entzog und seine Anwesenheit vor dem Parlament anordnete, um Fragen zu seiner Führung zu beantworten.
Mitglieder des Langen Parlamentes nahmen in Umkehrung der einstigen Verhältnisse ihre Plätze im Rumpfparlament wieder ein und waren nun das Convention Parliament. Ohne dass sie es beeinflussten, griff die Restauration um sich und gewann überall an Macht. Charles Fleetwood fiel im Act of Indemnity unter die zwanzig Verantwortlichen, die Schadensersatz leisten mussten und wurde von allen Ämtern ausgeschlossen. Seine politische Laufbahn war damit beendet. Er lebte bis zum 4. Oktober 1692 und wurde in Bunhill Fields begraben.